# Pelagomonas calceolata
Pelagomonas Calceolata
Espèce
Pelagomonas calceolata est une espèce de micro-algue eucaryote unicellulaire hétérokonte de la famille des Pelagophyceae. Unique espèce du genre Pelagomonas, cette micro-algue est présente dans l'ensemble des océans du monde. Organisme phytoplanctonique, elle a un rôle clé dans l'étude du changement climatique de par sa position à la base des réseaux trophiques océaniques et sa capacité à s'adapter à des conditions de vie très variées.

## Morphologie
Pelagomonas calceolata mesure entre 1 et 3 μm et possède un unique chloroplaste particulièrement imposant, représentant 25 % du volume total de la cellule et en forme de croissant. Son noyau, bien que plus petit que son chloroplaste reste plus gros que la mitochondrie de la cellule. Cette micro-algue possède un unique flagelle lui permettant de se déplacer .

## Écologie
P. calceolata est une micro-algue photosynthétique. Dans les océans, on la retrouve majoritairement dans la DCM (deep chlorophyll maximum) et dans les zones de faible lumière. La DCM est la profondeur à laquelle on trouve le plus de chlorophylle A et donc le plus d'organismes pouvant réaliser la photosynthèse, donc le phytoplancton. La profondeur de la DCM est variable et dépend de plusieurs paramètres environnementaux, comme l'ensoleillement et la turbidité. P. calceolata semble donc particulièrement acclimatée à la lumière bleue, lumière majoritaire retrouvée à la DCM.
Cette micro-algue a la spécificité d'être à la fois cosmopolite, c'est-à-dire qu'elle est présente dans l'ensemble des océans du monde, mais aussi abondante par rapport à d'autres espèces de micro-algues.

## Culture et étude
Pelagomonas calceolata se cultive assez facilement en laboratoire, dans de l'eau de mer naturelle ou artificielle. La souche de référence de P. calceolata (RCC100) a été prélevée au large de l'océan Pacifique en 1973, isolée et maintenue à la Roscoff Culture Collection, en Bretagne (France),. A ce jour, elle est toujours maintenue en culture dans le laboratoire.
Cette micro-algue représente une bonne espèce modèle pour l'étude des organismes pico-eucaryotes photosynthétiques. Elle est notamment étudiée pour mieux comprendre les mécanisme de plasticité phénotypique face à des changements de conditions environnementales comme des milieux pauvres en fer ou en nitrate,

## Référence
1. 1 2 3 4  https://roscoff-culture-collection.org/genomic-adaptation-picoeukaryote-pelagomonas-calceolata-iron-poor-oceans-revealed-chromosome-scale
2. ↑  https://roscoff-culture-collection.org/cell-quantitative-structural-imaging-phytoplankton-using-3d-electron-microscopy
3. ↑  https://aslopubs.onlinelibrary.wiley.com/doi/10.4319/lo.2009.54.3.0823
4. ↑  https://roscoff-culture-collection.org/rcc-strain-details/100
5. ↑  https://roscoff-culture-collection.org/improved-protocol-flow-cytometry-analysis-phytoplankton-cultures-and-natural-samples
6. ↑  https://www.researchgate.net/publication/382231783_Nitrogen_metabolism_in_the_picoalga_Pelagomonas_calceolata_disentangling_cyanate_lyase_function_under_different_nutrient_conditions